# О’Каллаган, Молли
Молли Грейс О’Каллаган (англ. Mollie Grace O’Callaghan; род. 2 апреля 2004, Квинсленд) — австралийская пловчиха, специализирующаяся на плавании вольным стилем. Пятикратная олимпийская чемпионка (2020, 2024), 11-кратная чемпионка мира (2022, 2023, 2025), пятикратная чемпионкая Игр Содружества (2022).

## Спортивная карьера
Представляла австралийскую сборную в отборочных заплывах всех трёх женских эстафет на летних Олимпийских играх 2020 в Токио, где завоевала две золотые медали и одну бронзовую медаль. В эстафете 4×100 м вольным стилем плыла на первом этапе в отборочных заплывах и показала время 53,08 секунды, что позволило команде Австралии выиграть финал и завоевать золотую медаль.
На отборочных соревнованиях в эстафете 4×200 м вольным стилем установила юношеский мировой рекорд 1:55,11 в своём заплыве в качестве стартовой пловчихи. Её время позволило бы занять пятое место в финале в индивидуальном заплыве на 200 м вольным стилем. Однако, поскольку австралийские тренеры предварительно решили использовать в финале четырёх свежих пловцов, О’Каллаган была спорно не выбрана для участия в финале, в котором Австралия заняла третье место.
В одном из заплывов в эстафете 4×100 м смешанным стилем также показала конкурентоспособное время; время её заключительного этапа составило 52,35 секунды, что отличалось от самого быстрого времени финала на 100 м вольным стилем на 0,24 секунды и принадлежало Кейт Кэмпбелл.
На чемпионате мира 2022 года завоевала три золотые и три серебряные медали. В том же году на Играх Содружества 2022 года завоевала 5 золотых медалей и 3 серебряных.
На чемпионате мира 2023 года завоевала 5 золотых медалей, а также 26 июля 2023 года побила мировой рекорд, который принадлежал ранее Федерике Пелегрини и продержался 14 лет. В заплыве 200 метров вольным стилем показала результат 1 минута 52,85 секунд.
На Олимпийских играх 2024 года в Париже выиграла золото в составе сборной Австралии в эстафетах 4×100 метров и 4×200 метров вольным стилем, а также на дистанции 200 метров вольным стилем. На дистанции 100 метров вольным стилем неожиданно осталась только 4-й.

## Награды
По случаю Дня Австралии в 2022 году награждена Медалью ордена Австралии.